# Chiquinquirá (barrio de Barranquilla)
Chiquinquirá es uno de los 185 barrios que, junto con los corregimientos de La Playa y Juan Mina, conforman la ciudad de Barranquilla. Chiquinquirá es un barrio popular y tradicional que se encuentra ubicado en las localidades Suroriente y Suroccidente de la ciudad. Este Barrio es enteramente de estrato socioeconómico 3, el cual es habitado en su mayoría por familias de clase trabajadora que contribuyen con el crecimiento económico del suburbio, estableciendo negocios en la Calle Murillo, las carreras 33 y 38, y la Calle 50. Sin embargo, hay sectores del Barrio que podrían considerarse marginales, tales como la Zona Cachacal, a causa de su cercanía con el centro de Barranquilla y el sector de bodegas propias de la industria del reciclaje.
El Barrio Chiquinquirá es conocido por albergar la Iglesia de Chiquinquirá, el Cementerio Universal y el Parque Universal, el Colegio Distrital José Eusebio Caro y el Colegio Distrital Sagrado Corazón de Jesús.

## Ubicación
El Barrio Chiquinquirá está ubicado en las localidades Suroriente y Suroccidente (divididas por la Calle Murillo) del Distrito de Barranquilla, formando un diente perimetral que bordea la Carrera 38 con Calle 50 hasta la calle 39; desde la Calle 39 con Carrera 38 hasta la Carrera 29; de la Carrera 29 hasta la Calle 42, tomando dirección oeste por la Carrera 30, hasta llegar a la Calle 45 (Calle Murillo), tomando dirección oeste hasta la Carrera 31, siguiendo en dirección noreste por la Diagonal 31, hasta la Carrera 32, siguiendo por el oeste para empalmar con la Calle 50.
El Barrio Chiquinquirá limita por el norte con la Carrera 38 y los barrios El Rosario (desde la Calle 50 hasta la Calle 40) y Centro (desde la Calle 40 hasta la Calle 39); por el este con la Calle 39 y el Barrio San Roque (desde la Carrera 38 hasta la Carrera 29); por el sur con las Carreras 29, 30, 31 y 32 y los barrios Atlántico (desde la Carrera 29 con Calle 39, escalando por la Calle 42 hasta la Carrera 30) y Loma Fresca (Teniendo como límite la Calle Murillo entre Carreras 30 y 31, y toda la Carrera 31 hasta la Diagonal 31); al oeste con la Calle 50 y los barrios Lucero (teniendo como límite la Carrera 32 y la Calle 50, hasta la Carrera 37) y Recreo (teniendo como límite la Calle 50 entre Carreras 37 y 38).

## Historia
En la segunda mitad del siglo XIX la ciudad de Barranquilla pasaba por una expansión demográfica importante, ya que, de ser una simple villa, pasó rápidamente a ser una de las ciudades más populosas de Colombia. Debido a su condición ribereña y su cercanía al litoral del Mar Caribe, Barranquilla era una ciudad privilegiada para el comercio y los negocios. Su posición estratégica hizo que en sus inmediaciones se crearan puertos, muelles, zonas de abasto y almacenamiento. Estas condiciones llamaron la atención de negociantes, trabajadores, viajantes, marineros, mercaderes, obreros y personas libres que buscaban realizar su vida en un lugar con oportunidades. Es así como se fue poblando Barranquilla a partir de la ribera del Río Grande de la Magdalena. 
En un primer momento, el sitio de Barranquilla nace en las cercanías a lo que hoy es el caño del mercado. Según el licenciado barranquillero José Gregorio Stevenson los primeros asentamientos tuvieron lugar alrededor de la Plaza de la Cruz Vieja (Calle 32 con Carrera 44) desde el siglo XVI y más tarde en lo que hoy es la Plaza de San Nicolás. A medida el sitio iba poblándose al tiempo que los gobernantes descubrían el potencial comercial y portuario que tenía ese lugar, surgió la necesidad de expandir su territorio sobre la ribera del Río Magdalena.
En ese sentido, se fueron formando comunidades ribereñas que más tarde fungieron como los barrios de Barranquilla. Pero no fue hasta 1857 que el Concejo de Barranquilla expidió un documento donde se dividía la ciudad en sectores, llamándolos por los topónimos que se utilizaban en la época. De esta manera los topónimos Barrio Abajo del Río, Barrio Centro y Barrio Arriba del Río fueron los nombres utilizados para sectorizar la Ciudad.

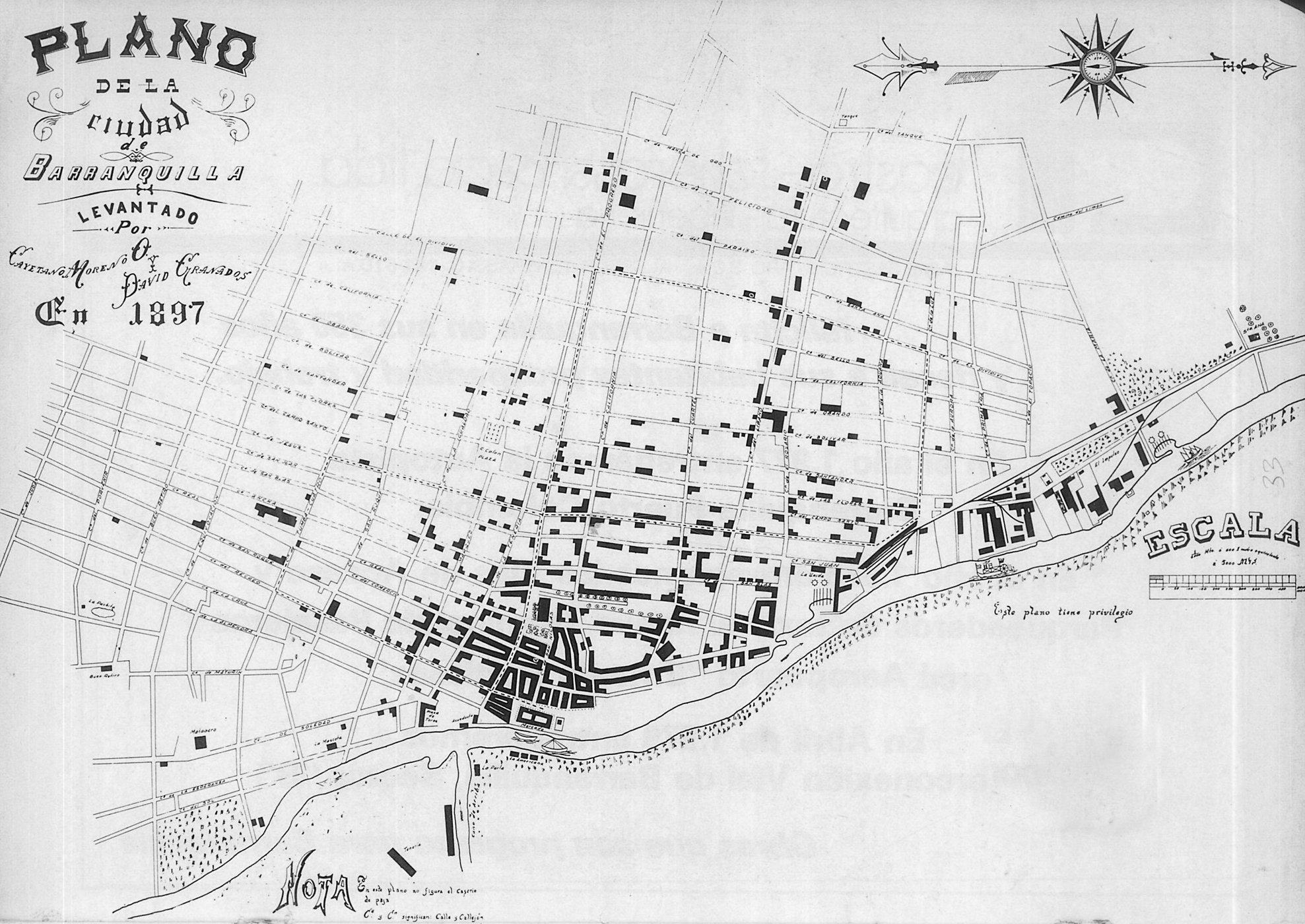
Mapa de Barranquilla levantado por Cayetano Moreno y David Granados en 1897, donde se evidencia la existencia de las cuadras que hoy conforman el Barrio Chiquinquirá.

El Barrio Arriba del Río estaba conformado por los territorios que hoy en día corresponden a Rebolo, San Roque y Chiquinquirá. Este barrio nace de las invasiones de las fincas, lotes y territorios que se hallaban en la parte sur de la ribera del Magdalena. Parte de estos lotes pertenecían a la finca Rebolo, cuyo propietario era el párroco de la Iglesia San Nicolás, Antonio María Muñiz y Polanco. El actual Barrio Rebolo es nombrado así por la finca en cuestión. En 1857 se termina la construcción de la Iglesia San Roque, con cuyo nombre los habitantes del sector llamaban a esa parte del Barrio Arriba.  

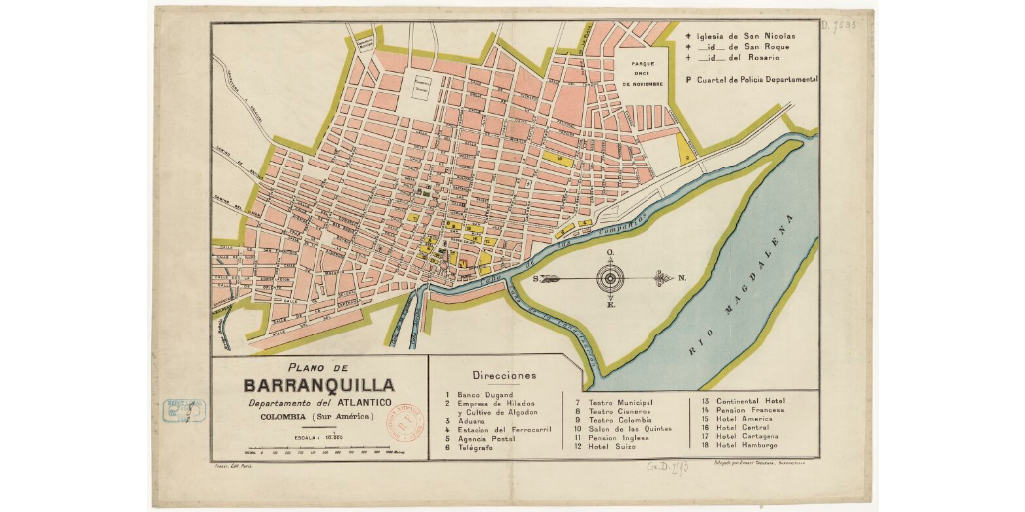
Mapa de Barranquilla dibujado por el francés Enest Thévenin (aproximadamente de la segunda mitad de la década de 1910). En este mapa se puede observar que el territorio que hoy comprende Rebolo, San Roque y Chiquinquirá ya estaba loteado.

A finales del siglo XIX y comienzos del siglo XX San Roque ya era un barrio consolidado e independiente del Barrio Arriba, abarcando el territorio que partía desde la Iglesia San Roque hasta el Cementerio Universal. En 1925 se crea la Parroquia de Nuestra Señora del Rosario de Chiquinquirá, cuya construcción empezó en 1926. Es desde ese momento en que la población empezó a llamar al sector por el nombre de Chiquinquirá. Más de una década después, en 1938 el Concejo de Barranquilla expidió un documento que ordenaba la legalización del Barrio Chiquinquirá, con lo cual los habitantes del Barrio podían escriturar sus predios legalmente.

## Sitios de interés
Iglesia de Chiquinquirá: ubicada en la Calle Murillo (45) con Carrera 30.
Cementerio Universal: ubicado en la Calle 47 con Carrera 35.
Parque Universal: Ubicado al frente del Cementerio Universal, comprende las calle Murillo y 47, entre carreras 35 y 37a. Dentro del parque se encuentra la Cancha Universal y la Casa de la Memoria Histórica.
Colegio Distrital José Eusebio Caro: ubicado en la Carrera 33 con Calle Murillo (45).
Colegio Distrital Sagrado Corazón de Jesús: se encuentra en la Carrera 32 con Calle 41.
Expreso Brasilia S.A.: Calle Murillo (45) con Carrera 35.